# Salmo trutta aralensis
Salmo trutta aralensis is een ondersoort van de straalvinnige vissen uit de familie van de zalmen (Salmonidae). De wetenschappelijke naam van de soort is voor het eerst geldig gepubliceerd in 1908 door Berg.